# Stephen Hopkins (director)
Stephen Hopkins (1 de noviembre de 1958) es un director y productor de cine británico-australiano nacido en Jamaica.

## Biografía
Hopkins es más conocido como el director de la película de suspenso y ciencia ficción Depredador 2, estrenada en 1990. Además, fue productor coejecutivo de la primera temporada de la serie 24, dirigiendo la mitad de los episodios (incluyendo el primero y el último). En 2004 dirigió la película Llámame Peter, una biografía del actor Peter Sellers que no gustó nada al hijo del actor, Michael Sellers. Entre otras, también destaca su dirección en la serie Californication.
Los dos mejores filmes de su carrera son, sin duda, Bajo sospecha (con la participación inconmensurable de Gene Hackman y Morgan Freeman), Los demonios de la noche (con la muy estimable presencia de Val Kilmer) y Blown away (con el especialmente destacado trabajo de Tommy Lee Jones y Jeff Bridges).

## Filmografía

### Cine y televisión
- El Héroe de Berlín  (2016)
- Californication  (2007)
- The Reaping (2007)
- Llámame Peter (2004)
- Traffic - miniserie televisiva (2004)
- 24, temporada 1 (2001) (también productor coejecutivo)
- Bajo sospecha (2000)
- Perdidos en el espacio (1998)
- Los demonios de la noche (1996)
- Blown Away (1994)
- Los Jueces de la Noche (1993)
- Abra Cadáver (Episodio 4 Temporada 3 de Historias de la Cripta, director) (1991)
- Depredador 2 (1990)
- Pesadilla en Elm Street 5: The Dream Child (1989)
- Juego Peligroso (1987)